# プリティー・レックレス (アルバム)
『プリティー・レックレス』（The Pretty Reckless）はアメリカ合衆国のオルタナティヴ・ロックバンドプリティー・レックレスのデビューEPである。2010年6月22日にインタースコープ・レコードより発売された。同年5月13日にアルバムからのリードシングル『メイク・ミー・ワナ・ダイ』が発売された。フィジカルはヴァンズ・ワードプ・ツアーでのみ発売された。

## シングル
2009年12月30日に『メイク・ミー・ワナ・ダイ』は雑誌『セブンティーン』の特別なプレビューの為に発売された。2010年5月13日にイギリスで最初に公式に発売され、イギリス・ロック・チャートで1位を獲得した。批評家からも肯定的な評価を得た。同シングルは2010年公開の映画『Kiss-Ass』のサウンドトラックとして起用されている。

## 批評
雑誌『ローリング・ストーン』のクリスチャン・ホードは音楽を「ジェネリック」と批評した。

## 収録曲
| 全作詞・作曲: テイラー・モンセン、ケイトー・カンドゥワラ、ベン・フィリップス。 |                              |                                                                 |                                                                 |      |
| #                                                                              | タイトル                     | 作詞                                                            | 作曲・編曲                                                      | 時間 |
| 1.                                                                             | 「メイク・ミー・ワナ・ダイ」 | テイラー・モンセン 、ケイトー・カンドゥワラ、ベン・フィリップス | テイラー・モンセン 、ケイトー・カンドゥワラ、ベン・フィリップス | 3:54 |
| 2.                                                                             | 「マイ・メディシン」         | テイラー・モンセン 、ケイトー・カンドゥワラ、ベン・フィリップス | テイラー・モンセン 、ケイトー・カンドゥワラ、ベン・フィリップス | 3:14 |
| 3.                                                                             | 「ゴーイン・ダウン」         | テイラー・モンセン 、ケイトー・カンドゥワラ、ベン・フィリップス | テイラー・モンセン 、ケイトー・カンドゥワラ、ベン・フィリップス | 3:35 |
| 4.                                                                             | 「ゾンビ」                   | テイラー・モンセン 、ケイトー・カンドゥワラ、ベン・フィリップス | テイラー・モンセン 、ケイトー・カンドゥワラ、ベン・フィリップス | 3:08 |